# Yanjiang (sockenhuvudort i Kina, Heilongjiang Sheng, lat 46,79, long 130,21)
Yanjiang (kinesiska: 沿江, 沿江乡) är en sockenhuvudort i Kina. Den ligger i provinsen Heilongjiang, i den nordöstra delen av landet, omkring 300 kilometer nordost om provinshuvudstaden Harbin. Antalet invånare är 21 876. Befolkningen består av 10 580 kvinnor och 11 296 män. Barn under 15 år utgör 12,0 %, vuxna 15-64 år 81 %, och äldre över 65 år 5,0 %.
Runt Yanjiang är det ganska tätbefolkat, med 230 invånare per kvadratkilometer. Närmaste större samhälle är Jiamusi, 8,1 km öster om Yanjiang. Trakten runt Yanjiang består till största delen av jordbruksmark.
Genomsnittlig årsnederbörd är 857 millimeter. Den regnigaste månaden är juli, med i genomsnitt 190 mm nederbörd, och den torraste är januari, med 6 mm nederbörd.